# Frank Dux
Frank William Dux (/ˈdjuːks/; nacido el 6 de abril de 1956) coreógrafo de lucha Dux estableció su propia escuela de ninjutsu en 1975 llamada Dux Ryu Ninjutsu. Un artículo sobre sus supuestas hazañas, que apareció en la revista Black Belt en noviembre de 1980 fue la inspiración final para la película de 1988 Bloodsport protagonizada por Jean-Claude Van Damme.

## Créditos en películas
Los créditos de Dux en películas de artes marciales son los siguientes:
- 1990 Lionheart (coreógrafo de lucha) / (entrenador de lucha).
- 1993 Only the Strong (coreógrafo de lucha) (agradecimientos adicionales).[3]

## Publicaciones
Dux ha escrito una autobiografía de 1996 titulada El hombre secreto: la historia sin censura de un guerrero estadounidense. La historia de Dux fue la inspiración para la película de 1988, Bloodsport, que él coreografió. Jean-Claude Van Damme protagonizó esta película. Dux también está acreditado como coautor de la historia de la película The Quest.

## Controversias
Dux afirma que fue introducido y entrenado en Koga Yamabushi Ninjutsu por Senzo Tanaka. El estilo de arte marcial de Dux, Dux Ryu Ninjitsu, no es un koryu (forma feudal del siglo XV de Ninjutsu), pero aún se dice que está "basado en sus principios raíz de Koga Ninja de adaptabilidad y cambio constante".
La precisión de muchas de las afirmaciones personales de Dux ha sido cuestionada, incluidos sus antecedentes en artes marciales, los combates en el "Kumite" y el servicio militar anterior. Según Los Angeles Times, la organización que supuestamente organizó a los Kumite tenía la misma dirección que la casa de Dux, y el trofeo que afirma haber ganado fue comprado por él en una tienda de trofeos local. Esto fue discutido por Dux, quien alegó que el recibo fue fabricado. También afirma que sus críticos son parte de una conspiración para desacreditarlo, liderado por el maestro del ninjutsu Stephen K. Hayes, quien, según Dux, lo considera una amenaza.
En 2012, Sheldon Lettich, coautor de la película Bloodsport basada en las afirmaciones de "Kumite" de Dux, desestimó esas afirmaciones y otras que Dux había hecho como completamente falsas.